# Anthology (Dokumentarfilm-Serie)
Anthology ist eine Dokumentarfilm-Serie über die Beatles. Die Regisseure des Films waren Geoff Wonfor und Bob Smeaton. Die Dokumentation wurde erstmals am 19., 22. und 23. November 1995 auf ABC in den USA ausgestrahlt und am 5. September 1996 von Apple auf VHS-Kassette veröffentlicht.

## Entstehung

### Vorgeschichte:  The Long and Winding Road
Im Jahr 1968 nahm Denis O’Dell, der damalige Leiter von Apple Films Kontakt zu Fernsehstationen auf, um an Filmmaterial über die Beatles zu kommen. In den Jahren 1969 und 1970 begannen die Arbeiten an einen Dokumentarfilm über die Beatles, Verantwortlicher war Neil Aspinall. Im Februar 1970 wurde in der New York Times darüber berichtet, dass nach dem Film Let It Be ein biografischer Film mit Titel The Long and Winding Road erscheinen soll. Apple plante den Film im Dezember 1970 in die Kinos zu bringen; das wurde im Oktober 1970 in dem Fan-Magazin Beatles Monthly berichtet. Am 15. November 1970 verklagte Paul McCartney die anderen Beatles und Apple mit dem Ziel der Auflösung der Beatles. Paul McCartney war nicht mehr bereit an dem Filmprojekt mitzuwirken, sodass weitere Arbeiten eingestellt wurden. Nachdem im Jahr 1972 weitere Archivaufnahmen für den Dokumentationsfilm verwendet worden waren, berichtete Apple im November 1972, dass der Filmtitel nun Ten Years in the Life of the Beatles lauten würde. Im ersten Quartal 1973 sollte er nun seine Kinopremiere haben, aber auch dieser Termin wurde nicht eingehalten, da erst im Januar 1977 die rechtlichen Probleme der Beatles mit Apple und ihren ehemaligen Manager Allen Klein gelöst waren.
1976 gab Neil Aspinall jedem der Beatles eine Rohfassung des Films, den George Harrison seinem Freund Neil Innes auslieh, der ihn als Grundlage für eine Dokumentation mit dem Titel All You Need Is Cash über die fiktive Gruppe The Rutles verwendete, bei der auch Harrison mitwirkte. Ende der 1970er kam es zu Überlegungen einen bekannten Regisseur zu engagieren, der dann den Dokumentarfilm neugestalten und beenden sollte. Da es zu keiner Kontaktaufnahme kam, wurden weitere Arbeiten eingestellt.
Aufgrund der erneuten Popularität der Beatles wurde am 26. Mai 1976 im Winter Garden Theatre in New York ein Broadway-Musical mit dem Titel Beatlemania aufgeführt; bis zum 17. Oktober 1983 liefen 1006 Shows.
Die Beatles waren mit der Aufführung nicht einverstanden und am 28. November 1980 schrieb John Lennon eine Erklärung, in der er den unveröffentlichten Dokumentarfilm als Grund für die Einstellung der Produktion anführte.
Seine Erklärung lautete: „Ich und die anderen drei ehemaligen Beatles haben Pläne, ein Reunion-Konzert zu veranstalten, ein Event, das gefilmt und als Finale für The Long and Winding Road, den offiziellen, von den Beatles produzierten Dokumentarfilm, aufgenommen und Mitte der 1980er Jahre veröffentlicht werden soll.“
John Lennon wurde zehn Tage nach dieser Erklärung ermordet; es ist nicht nachweisbar, ob Lennons Aussage auf tatsächlichen Plänen beruhte, den Film zusammen mit der Aufnahme eines Konzerts Mitte 1980 zu veröffentlichen, oder ob er diese Aussage machte, um die Broadway-Show zu beenden. Unabhängig von seinen Motiven mussten die Produzenten von Beatlemania, nachdem seine Erklärung am 7. Juni 1986 vor Gericht vorgelesen worden war, Apple 10,5 Millionen Dollar als Schadenersatz zahlen.
Nach dem Tod von John Lennon wurde die Arbeit in den 1980er Jahren komplett eingestellt.
Der Regisseur Patrick Montgomerys veröffentlichten zwar im Jahr 1982 den kommerziell erfolgreichen Beatles-Dokumentarfilm The Compleat Beatles, aber ohne die Mitwirkung der Beatles. Ab 1984 wurde der Film auch in einigen Kinos gezeigt. Die Herstellung und Vertrieb des Films wurde aus rechtlichen Gründen in den Folgejahren eingestellt.

### The Beatles Anthology
Anfang der 1990er Jahre wurden die drei Beatles von Neil Aspinall auf den Dokumentarfilm The Long and Winding Road angesprochen. Man beschloss gemeinsam, selbst eine umfassende Dokumentation zu produzieren, die von den Beteiligten Paul McCartney, George Harrison, Ringo Starr sowie George Martin, Neil Aspinall und Derek Taylor in gefilmten Interviews erzählt werden sollte. Für John Lennons Kommentare sollte Archivmaterial verwendet werden. Ab 1992 begannen die Arbeiten, Neil Aspinall, stellte als Produzent ein Team zusammen, bestehend aus Mitproduzent Chips Chipperfield, Regisseur Geoff Wonfor, Editor Andy Matthews, Autor Bob Smeaton und Interviewer Jools Holland. Es wurde neues Archivmaterial gesichtet und technisch bearbeitet. Im Wesentlichen wurden Einzelinterviews geführt, aber auch Interviews mit McCartney, Harrison und Starr gemeinsam.
Eine erste Rohfassung wurde im Jahr 1993 fertiggestellt, die endgültige Fertigstellung erfolgte wohl erst 1995. Die Dokumentation wurde erstmals am 19., 22. und 23. November 1995 auf ABC in den USA ausgestrahlt. Sie wurde in sechs Teilen, mit einer Gesamtlaufzeit von 320 Minuten gezeigt. Im deutschen Fernsehen hatte sie am 22., 25. und 28. Dezember 1995 Premiere. Das ZDF präsentierte die Dokumentation in einer dreiteiligen kürzeren Version, mit einer Gesamtlaufzeit von etwa 300 Minuten.
Der vollständige Film wurde am 5. September 1996 auf acht VHS-Kassetten und auf acht Laserdiscs veröffentlicht. Er umfasst acht Folgen und hat eine Laufzeit von 600 Minuten. Die DVD-Veröffentlichung vom 31. März 2003 beinhaltet zusätzlich eine 81-minütige Special-Features-DVD und neue Abmischungen in Stereo und 5.1 im Dolby Digital und DTS-Format. Die zusätzliche DVD enthält im Wesentlichen Szenen mit McCartney, Harrison und Starr, die in den Jahren 1994 und 1995 gefilmt wurden. Die Toningenieure waren Peter Cobbin, Paul Hicks und Guy Massey.
Der Film wurde am 26. Februar 1997 mit dem Grammy Award in der Kategorie Best Long Form Music Video ausgezeichnet.

## Inhalt

### Folge 1: Juli 1940 – März 1963

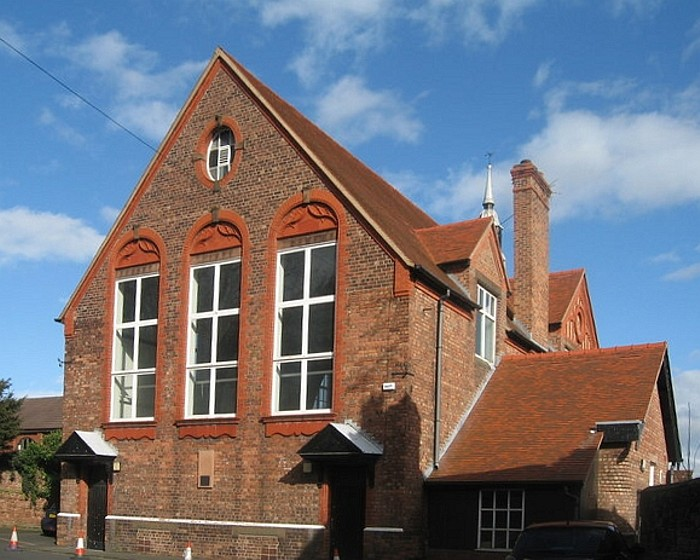
St Peter’s Church Hall: Am 6. Juli 1957 lernten sich John Lennon und Paul McCartney bei einem Gartenfest der Pfarrgemeinde kennen

Die Kindheit der Beatles, wie sie den Rock ’n’ Roll entdeckten, die Entwicklung von den Quarrymen über die Silver Beetles zu den Beatles, die Hamburger Jahre, das Auswechseln Pete Bests zugunsten von Ringo Starr, der Tod Stuart Sutcliffes, ihre Entdeckung durch Brian Epstein und George Martin und ihre allerersten Charts-Erfolge mit Love Me Do und Please Please Me.
- Kapitel der DVD (Länge: 79 Minuten)

1. Liverpool: The Childhood Years [7:35]
2. Discovering Rock & Roll [11:23]
3. John, Paul & George – The Beginning of The Beatles [5:21]
4. First Recordings 1958–1960 [2:55]
5. Stuart Sutcliffe [3:20]
6. Early Tours [6:59]
7. Pete Best [2:07]
8. Hamburg [13:16]
9. Growing Pains [1:09]
10. Stuart Sutcliffe Leaves [2:08]
11. The Cavern [4:08]
12. Decca Sessions [1:28]
13. George Martin  [1:40]
14. Ringo Arrives [4:44]
  - Some Other Guy (Leiber-Stoller-Barrett) – Video des Auftritts im Cavern Club.
15. Love Me Do [3:13]
16. Please Please Me – „We’re No. 1“  [7:27]

### Folge 2: März 1963 – Februar 1964

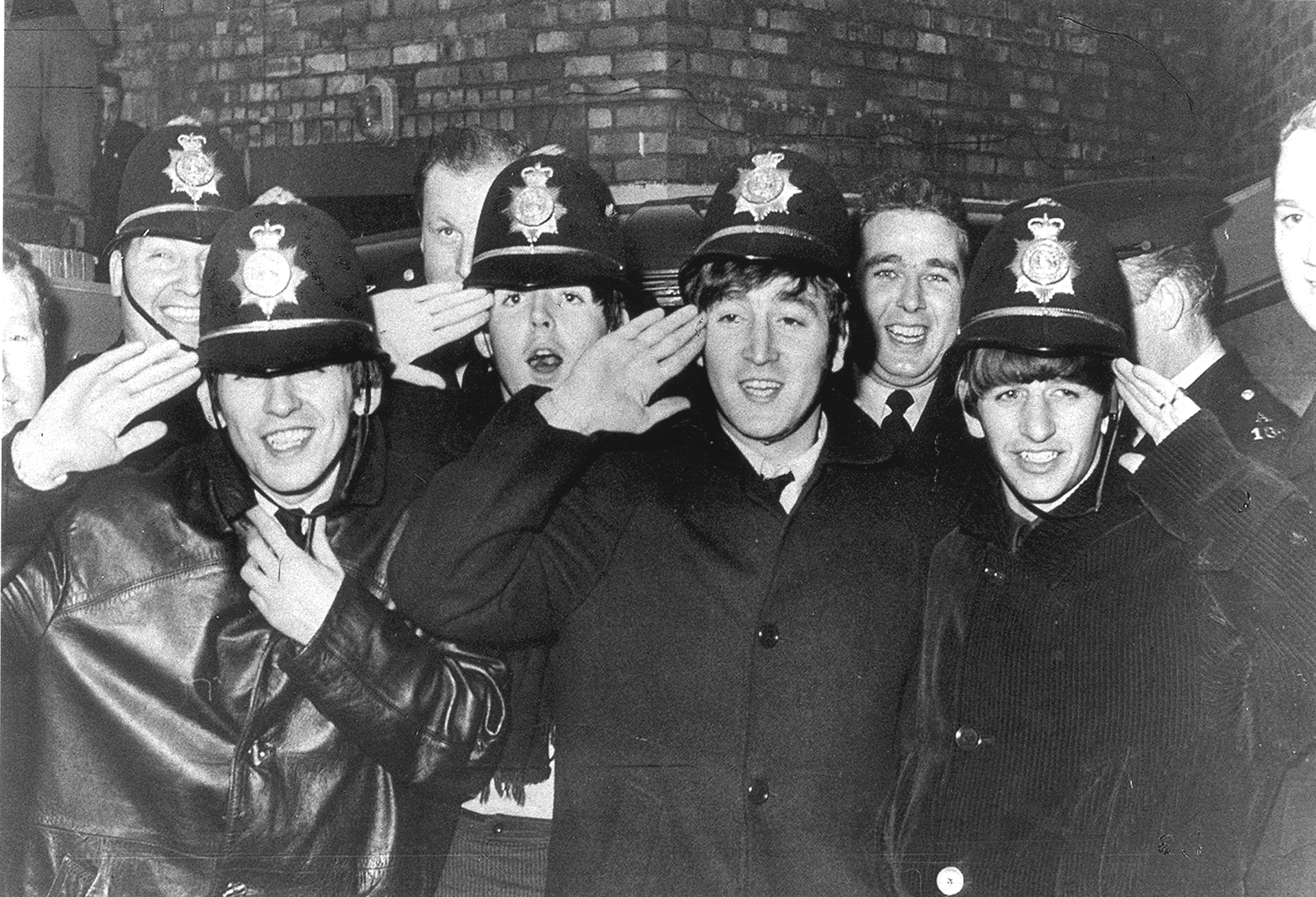
Die Beatles vor dem Birmingham Hippodrome, 1963

Der Aufstieg in Europa und das Phänomen der Beatlemania, Tourneen durch Großbritannien und Frankreich, erste Fernsehauftritte, Auftritt bei der Royal Variety Performance, das zweite Album With the Beatles, der erste Nr.-1-Erfolg in den USA mit I Want to Hold Your Hand.
- Kapitel der DVD (Länge: 72 Minuten)

1. Racing Up the Ladder [11:02]
2. Touring Britain – 1963 [11:30]
3. London – 1963 [4:01]
4. Early Television Appearances [3:45]
5. Voice Clips from Abbey Road Studios [4:56]
6. Reflections on Sudden Fame [5:13]
7. Beatlemania [4:41]
  - Ausschnitte aus der Fernsehsendung Drop In, Schweden, 3. November 1963.
8. Royal Variety Performance [9:43]
9. Second Album: With the Beatles [9:39]
10. Olympia Theatre, Paris – 1964 [1:22]
11. I Want to Hold Your Hand Reaches No. 1 in The U.S. [5:50]

### Folge 3: Februar 1964 – Juli 1964

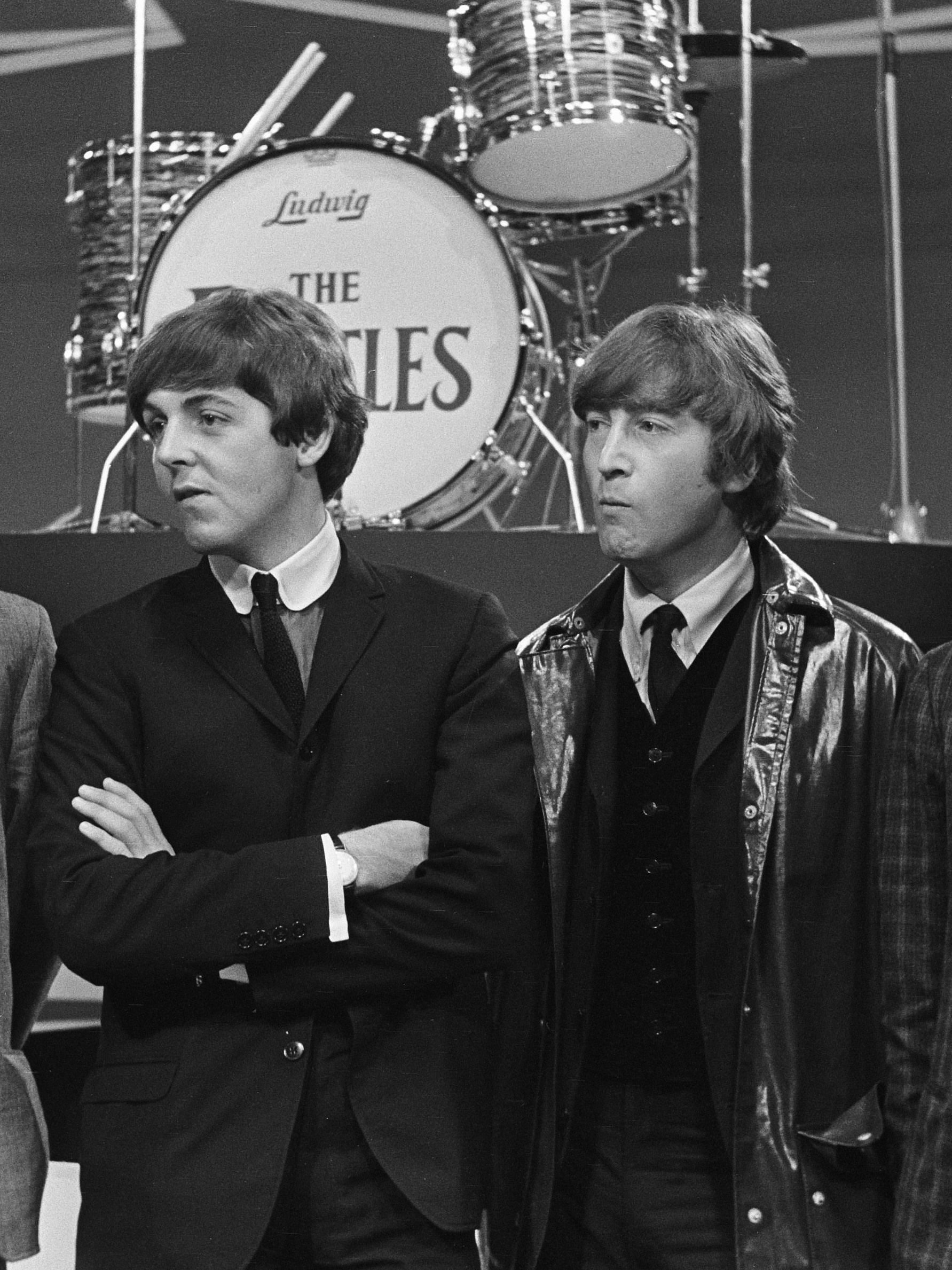
Paul McCartney und John Lennon, 1964

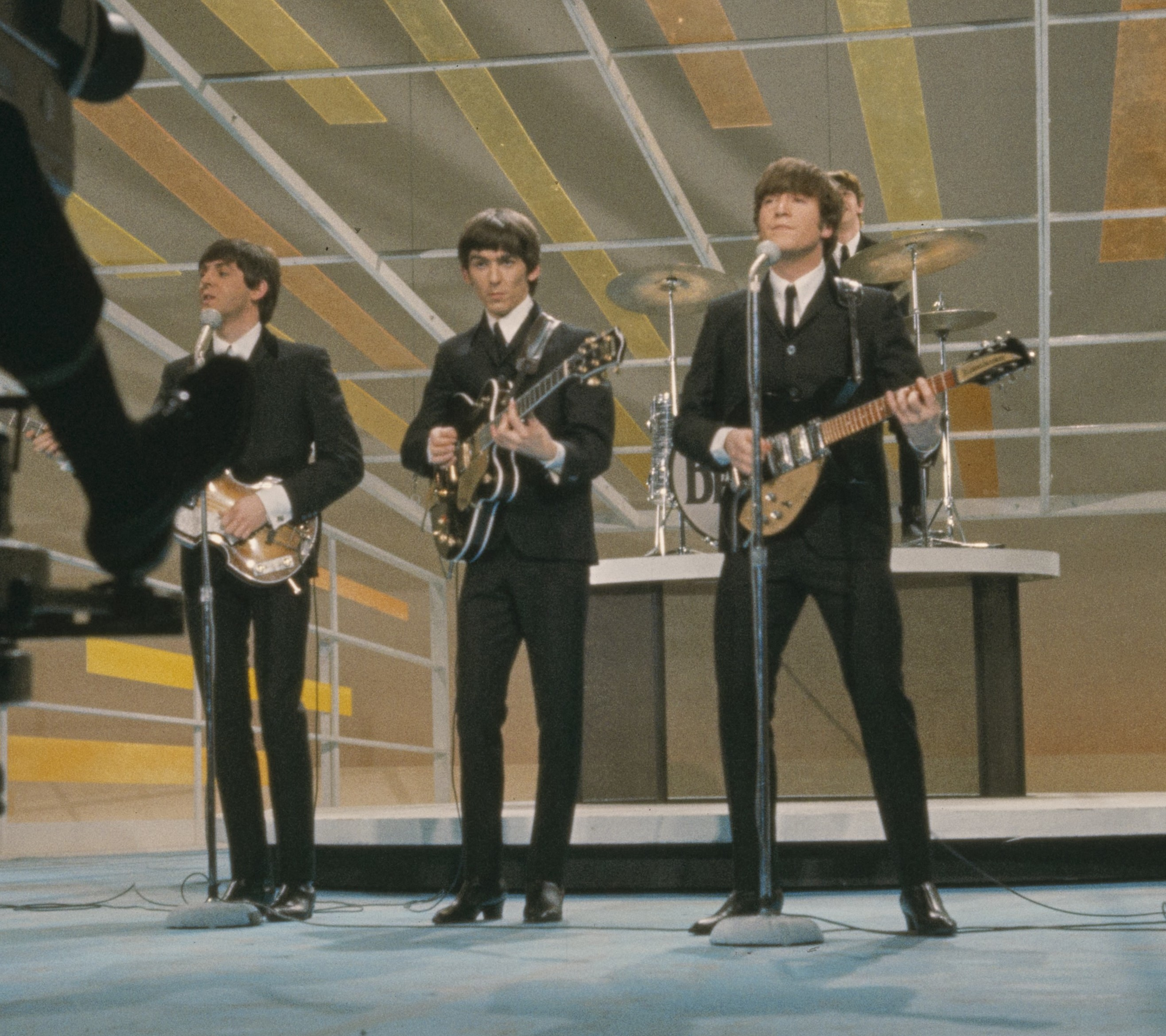
Die Beatles in der Ed Sullivan Show, Februar 1964

Die erste Reise in die USA, Auftritte in der Ed Sullivan Show, Urlaub in Miami, Dreharbeiten zum Film A Hard Day’s Night, John Lennons erstes Buch In His Own Write, Welt-Tournee im Sommer 1964, Weltpremiere des Spielfilms A Hard Day’s Night.
- Kapitel der DVD (Länge: 73 Minuten)

1. Arrival In The U.S. – Februar 1964 [10:00]
2. First Appearance on The Ed Sullivan Show [3:55]
3. The Coliseum Concert – Washington D.C. [10:29]
4. Reception at the British Embassy [1:08]
5. Miami Beach [3:00]
6. Second Appearance on The Ed Sullivan Show [3:54]
7. Return to England [1:59]
8. They’re Going to Put Us in the Movies! [2:56]
9. Filming A Hard Day’s Night [10:54]
10. In His Own Write [3:00]
11. World Tour 1964 [14:45]
12. World Premiere of A Hard Day’s Night [2:14]
13. Liverpool Homecoming [5:42]

### Folge 4: Juli 1964 – August 1965

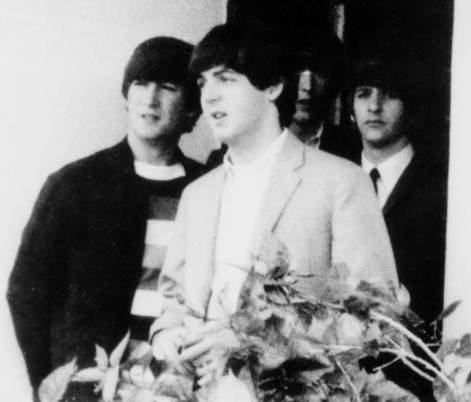
Beatles in Key West, Florida, 10. September 1964

Die erste große USA-Tournee, das erste Treffen mit Bob Dylan und ihre erste Berührung mit Marihuana, Aufnahmen der Alben Beatles for Sale und Help!, Entstehung der Stücke Help!, Yesterday und Ticket to Ride, George Harrison redet über seine Kompositionen, die Beatles erhalten ihre MBE-Orden von der Queen.
- Kapitel der DVD (Länge: 71 Minuten)

1. First Major U.S. Tour – Summer, 1964 [9:12]
2. Meeting Bob Dylan [3:01]
3. The Pressures of Touring [6:13]
4. Feedback – I Feel Fine [3:50]
5. Recording Beatles for Sale [8:49]
6. Filming Help! [14:27]
7. Yesterday [5:09]
8. NME Poll Winners’ Concert – 11. April 1965 [2:00]
9. George Talks About His Songs [4:07]
10. Ticket to Ride [2:44]
11. The Beatles Receive The MBE From The Queen [11:01]

### Folge 5: August 1965 – Juli 1966

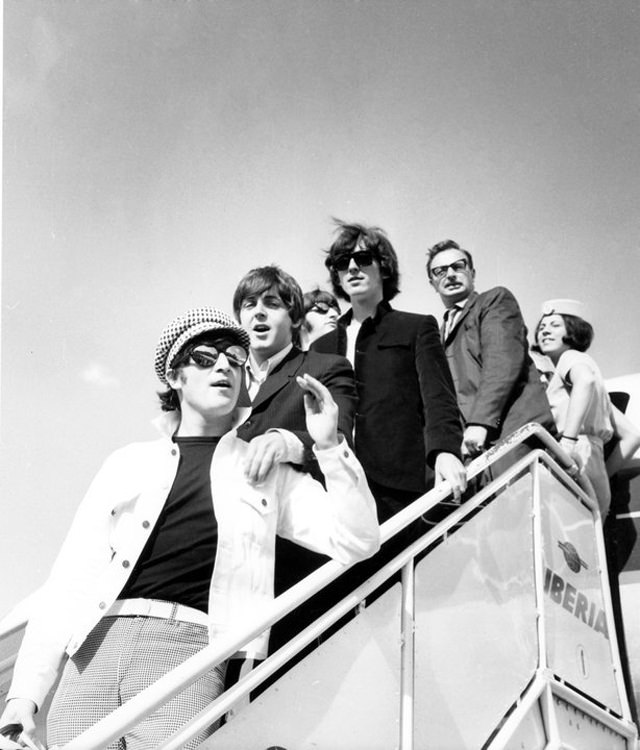
Die Beatles auf dem Flughafen Madrid, 1. Juli 1965

Das Konzert im Shea Stadium (New York), das Treffen mit Elvis Presley, die Entstehung der Alben Rubber Soul und Revolver (insbesondere der Lieder In My Life, Norwegian Wood, Nowhere Man, Drive My Car, Tomorrow Never Knows, Yellow Submarine und Taxman), der Einfluss von LSD, die Entstehung der Singles Day Tripper / We Can Work It Out und Paperback Writer / Rain, Welt-Tournee 1966.
- Kapitel der DVD (Länge: 72 Minuten)

1. Shea Stadium Concert – 15. August 1965 [15:37]
  - Twist and Shout (Russel-Medley) [Live]
  - I Feel Fine [Live]
  - Baby’s in Black [Live]
  - I’m Down [Live]
  - Help! [Live]
2. Meeting Elvis Presley [5:04]
3. More Tour Pressure [2:31]
4. New Musical Directions – Rubber Soul and Revolver [8:20]
5. Yellow Submarine [3:40]
6. Tomorrow Never Knows [1:27]
7. Technical Limitations in the Studio [2:56]
8. LSD (3:15)
9. Day Tripper [3:15]
10. We Can Work It Out [2:47]
11. Taped TV Promotional Films [1:34]
12. Paperback Writer [2:55]
13. Rain [3:02]
14. World Tour 1966 [15:24]

### Folge 6: Juli 1966 – Juni 1967

John Lennon, 1967

Ärger auf den Philippinen, die „Jesus-Kontroverse“, die Entstehung von Eleanor Rigby und I’m Only Sleeping, das Ende der Tourneen und das letzte Konzert in San Francisco, John Lennon als Schauspieler, Paul McCartney als Film-Komponist, George Harrisons Reise nach Indien, die Entstehung des Konzeptalbums Sgt. Pepper’s Lonely Hearts Club Band sowie der Songs Strawberry Fields Forever und Penny Lane, Bericht über den Einfluss von Drogen auf die 1960er Jahre.
- Kapitel der DVD (Länge: 71 Minuten)

1. Trouble in the Philippines [8:35]
2. Eleanor Rigby [9:25]
3. Touring Takes It Toll [2:35]
4. The Last Concert – San Francisco, 29. August 1966 [4:52]
5. Individual Directions [5:44]
6. The Making of Strawberry Fields Forever [5:50]
7. Penny Lane [5:17]
8. Sgt. Pepper’s [5:35]
9. Reaction to Sgt. Pepper's [3:07]
10. Drugs Reflect The Times [4:38]
11. Baby You're A Rich Man [5:03]

### Folge 7: Juni 1967 – Juli 1968
Die Beatles spielen All You Need Is Love in der Fernseh-Show Our World, der Maharishi Mahesh Yogi, der Tod Brian Epsteins, die Magical Mystery Tour, die Beatles in Rishikesh (Indien), die Gründung von Apple Records, zurück zu den Wurzeln mit Lady Madonna, der Film Yellow Submarine, John Lennon lernt Yoko Ono kennen.
- Kapitel der DVD (Länge: 74 Minuten)

1. Satellite Broadcast of All You Need Is Love [10:10]
2. Meeting The Maharishi [4:17]
3. Brian Epstein’s Death [8:16]
4. Magical Mystery Tour [10:05]
5. I Am The Walrus [5:11]
6. Hello, Goodbye [3:45]
7. The Apple Boutique [2:20]
8. Rishikesh, India [8:42]
9. Apple Records [7:58]
10. Lady Madonna [2:26]
11. Yellow Submarine [4:05]
12. John Meets Yoko Ono [6:23]

### Folge 8: Juli 1968 bis zum Ende

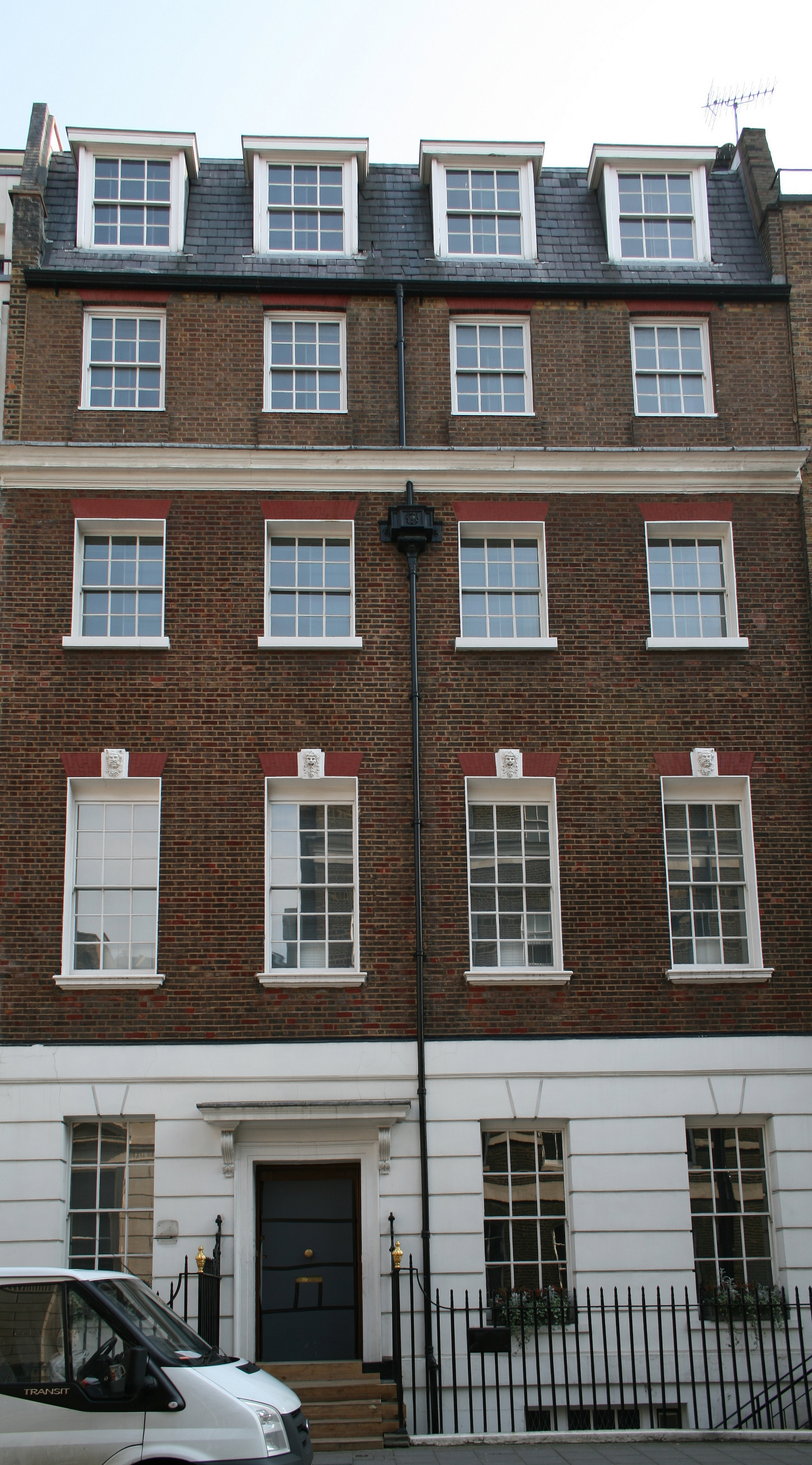
Savile Row 3, Ort des letzten Live-Auftritts

Das Weiße Album, der Song Hey Jude, die Get-Back-Sessions, Billy Preston, der letzte Auftritt auf dem Dach des Apple-Gebäudes, Hochzeiten zwischen Paul McCartney und Linda Eastman sowie John Lennon und Yoko Ono, der Song The Ballad of John and Yoko, Aufnahmen zum letzten Album Abbey Road, Kommentare zur Trennung der Beatles.
- Kapitel der DVD (Länge: 81 Minuten)

1. The „White“ Album [9:23]
2. Revolution [3:21]
3. The Apple Boutique Closes [1:52]
4. Hey Jude [8:27]
5. Recording At Twickenham Studios [9:52]
6. The Rooftop Concert 30. Januar 1969 [10:03]
7. Let It Be [4:08]
8. Paul Marries Linda, John Marries Yoko [2:57]
9. The Ballad of John and Yoko [2:55]
10. Comments On The Break-Up Of The Band [5:28]
11. Abbey Road [8:56]
12. Free as a Bird [7:49]

### Folge 9: Special Features
Nur in der DVD-Edition von 2003: 81 Minuten, unter anderem mit einer Jamsession von Paul McCartney, George Harrison und Ringo Starr in einem Home-Recording-Studio und gemeinsame Erinnerungen der drei Beatles. Dabei sagt George Harrison: “This is Candlestick Park” in Anspielung auf das letzte öffentliche Konzert der Beatles 1966 in den USA. Die letzte gemeinsame Aufnahme der verbliebenen drei Beatles.
- Kapitel der DVD (Länge: 81 Minuten)

1. Recollections – Juni 1994 [16:51]
Paul McCartney, George Harrison und Ringo Starr spielen folgende Lieder an:
Baby What You Want Me to Do (Reed)
Raunchy (Justis-Manker)
Thinking of Linking (McCartney)
Blue Moon of Kentucky (Monroe)
Ain’t She Sweet (Yellen-Ager)
2. Compiling The Anthology Albums [10:48]
3. Back At Abbey Road – Mai 1995 [14:51]
4. Recording Free as a Bird and Real Love [10:57]
5. Production Team [13:03]
6. Making The Free as a Bird Video [11:12]
7. Real Love Video [4:07]
8. Credits [0:57]

## Soundtrackalben
| Jahr | Titel Label Katalognr.                                                  | Höchstplatzierung, Gesamtwochen, AuszeichnungChartplatzierungen (Jahr, Titel, Label Katalognr., Platzierungen, Wochen, Auszeichnungen, Anmerkungen, Titelliste) | Höchstplatzierung, Gesamtwochen, AuszeichnungChartplatzierungen (Jahr, Titel, Label Katalognr., Platzierungen, Wochen, Auszeichnungen, Anmerkungen, Titelliste) | Höchstplatzierung, Gesamtwochen, AuszeichnungChartplatzierungen (Jahr, Titel, Label Katalognr., Platzierungen, Wochen, Auszeichnungen, Anmerkungen, Titelliste) | Höchstplatzierung, Gesamtwochen, AuszeichnungChartplatzierungen (Jahr, Titel, Label Katalognr., Platzierungen, Wochen, Auszeichnungen, Anmerkungen, Titelliste) | Höchstplatzierung, Gesamtwochen, AuszeichnungChartplatzierungen (Jahr, Titel, Label Katalognr., Platzierungen, Wochen, Auszeichnungen, Anmerkungen, Titelliste) | Anmerkungen                                                   | Titelliste |
| Jahr | Titel Label Katalognr.                                                  | DE | AT | CH | UK | US | Anmerkungen                                                   | Titelliste |
| ---- | ----------------------------------------------------------------------- | --- | --- | --- | --- | --- | ------------------------------------------------------------- | --- |
| 1995 | Anthology 1 • DE: Apple 8344452 • UK: Apple CDPCSP727 • US: Apple 34445 | DE1 Gold · (14 Wo.)DE | AT4 Gold · (11 Wo.)AT | CH2 Platin · (10 Wo.)CH | UK2 ×2Doppelplatin · (12 Wo.)UK | US1 ×8Achtfachplatin · (29 Wo.)US | Erstveröffentlichung: 20. November 1995 Verkäufe: + 7.485.000 | Titelliste 1. Free as a Bird 2. Rede 3. That’ll Be the Day 4. In Spite of All the Danger 5. Speech 6. Hallelujah, I Love Her So 7. You’ll Be Mine 8. Cayenne 9. Rede 10. My Bonnie 11. Ain’t She Sweet 12. Cry for a Shadow 13. Rede 14. Rede 15. Searchin’ 16. Three Cool Cats 17. The Sheik of Araby 18. Like Dreamers Do 19. Hello Little Girl 20. Rede 21. Bésame mucho 22. Love Me Do 23. How Do You Do It 24. Please Please Me 25. One After 909 (Sequence) 26. One After 909 27. Lend Me Your Comb 28. I’ll Get You 29. Rede 30. I Saw Her Standing There (Live) 31. From Me to You (Live) 32. Money (That’s What I Want) (Live) 33. You Really Got a Hold on Me (Live) 34. Roll Over Beethoven (Live) 35. She Loves You (Live) 36. Till There Was You (Live) 37. Twist and Shout (Live) 38. This Boy (Live) 39. I Want to Hold Your Hand (Live) 40. Boys, what I was thinking … 41. Moonlight Bay (Live) 42. Can’t Buy Me Love 43. All My Loving (Mono) 44. You Can’t Do That 45. And I Love Her 46. A Hard Day’s Night 47. I Wanna Be Your Man 48. Long Tall Sally 49. Boys 50. Shout! 51. I’ll Be Back (Take 2) 52. I’ll Be Back (Take 3) 53. You Know What to Do 54. No Reply (Demo) 55. Mr. Moonlight 56. Leave My Kitten Alone 57. No Reply 58. Eight Days a Week (Sequence) 59. Eight Days a Week (Complete) 60. Kansas City / Hey, Hey, Hey, Hey ! |
| 1996 | Anthology 2 • DE: Apple 8344482 • UK: Apple CDPCSP728 • US: Apple 34448 | DE4 (12 Wo.)DE | AT9 (7 Wo.)AT | CH4 (5 Wo.)CH | UK1 Platin · (15 Wo.)UK | US1 ×4Vierfachplatin · (37 Wo.)US | Erstveröffentlichung: 13. März 1996 Verkäufe: + 3.060.000     | Titelliste 1. Real Love 2. Yes It Is 3. I’m Down 4. You’ve Got to Hide Your Love Away 5. If You’ve Got Trouble 6. That Means a Lot 7. Yesterday 8. It’s Only Love 9. I Feel Fine (Live) 10. Ticket to Ride (Live) 11. Yesterday (Live) 12. Help! (Live) 13. Everybody’s Trying to Be My Baby (Live) 14. Norwegian Wood (This Bird Has Flown) 15. I’m Looking Through You 16. 12-Bar Original 17. Tomorrow Never Knows 18. Got to Get You into My Life 19. And Your Bird Can Sing 20. Taxman 21. Eleanor Rigby (Strings only) 22. I’m Only Sleeping (Rehearsal) 23. I’m Only Sleeping (Take 1) 24. Rock and Roll Music (Live) 25. She’s a Woman (Live) 26. Strawberry Fields Forever 27. Strawberry Fields Forever (Take 1) 28. Strawberry Fields Forever (Take 7 & Edit Piece) 29. Penny Lane 30. A Day in the Life 31. Good Morning Good Morning 32. Only a Northern Song 33. Being for the Benefit of Mr. Kite! (Take 1 and 2) 34. Being for the Benefit of Mr. Kite! (Take 7) 35. Lucy in the Sky with Diamonds 36. Within You Without You (Instrumental) 37. Sgt. Pepper’s Lonely Hearts Club Band (Reprise) 38. You Know My Name (Look Up the Number) 39. I Am the Walrus 40. The Fool on the Hill (Demo) 41. Your Mother Should Know 42. The Fool on the Hill (Take 4) 43. Hello, Goodbye 44. Lady Madonna 45. Across the Universe                          |
| 1996 | Anthology 3 • DE: Apple 8344511 • UK: Apple CDPCSP729 • US: Apple 34451 | DE9 (9 Wo.)DE | AT15 (4 Wo.)AT | CH23 (5 Wo.)CH | UK4 Gold · (13 Wo.)UK | US1 ×3Dreifachplatin · (16 Wo.)US | Erstveröffentlichung: 25. Oktober 1996 Verkäufe: + 1.935.000  | Titelliste 1. A Beginning 2. Happiness Is a Warm Gun 3. Helter Skelter 4. Mean Mr. Mustard 5. Polythene Pam 6. Glass Onion 7. Junk 8. Piggies 9. Honey Pie 10. Don’t Pass Me By 11. Ob-La-Di, Ob-La-Da 12. Good Night 13. Cry Baby Cry 14. Blackbird 15. Sexy Sadie 16. While My Guitar Gently Weeps 17. Hey Jude 18. Not Guilty 19. Mother Nature’s Son 20. Glass Onion 21. Rocky Raccoon 22. What’s the New Mary Jane 23. Step Inside Love / Los Paranoias 24. I’m So Tired 25. I Will 26. Why Don’t We Do It in the Road? 27. Julia 28. I’ve Got a Feeling 29. She Came in Through the Bathroom Window 30. Dig a Pony 31. Two of Us 32. For You Blue 33. Teddy Boy 34. Rip It Up / Shake, Rattle and Roll / Blue Suede Shoes 35. The Long and Winding Road 36. Oh! Darling 37. All Things Must Pass 38. Mailman, Bring Me No More Blues 39. Get Back 40. Old Brown Shoe 41. Octopus’s Garden 42. Maxwell’s Silver Hammer 43. Something 44. Come Together 45. Come and Get It 46. Ain’t She Sweet 47. Because 48. Let It Be 49. I Me Mine 50. The End |

## Veröffentlichung
| Titel                 | Format | Sprache                 | Datum         | Label | Anmerkungen |
| --------------------- | ------ | ----------------------- | ------------- | ----- | --- |
| The Beatles Anthology | VHS    | Englisch                | 23. Sep. 1996 | Apple | acht VHS-Kassetten |
| The Beatles Anthology | DVD    | Englisch mit Untertitel | 31. März 2003 | Apple | Tonspur 5.1; Inhalt der VHS-Kassetten auf vier DVDs, zusätzlich eine Bonus-DVD mit Special Features, die unter anderem Paul McCartney, George Harrison und Ringo Starr und teilweise George Martin bei Anhören von „alten“ Aufnahmen und Produzieren von „neuen“ Aufnahmen im Studio in den Jahren 1994 und 1995 zeigen |

## Auszeichnungen
| Land/Region                  | Auszeichnungen für Musikverkäufe (Land/Region, Auszeichnung, Verkäufe) | Verkäufe  |
| ---------------------------- | ---------------------------------------------------------------------- | --------- |
| Argentinien (CAPIF)          | Platin                                                                 | 8.000     |
| Deutschland (BVMI)           | Platin                                                                 | 50.000    |
| Frankreich (SNEP)            | Gold                                                                   | 10.000    |
| Kanada (MC)                  | 2× Diamant                                                             | 200.000   |
| Mexiko (AMPROFON)            | Platin                                                                 | 20.000    |
| Polen (ZPAV)                 | Gold                                                                   | 5.000     |
| Vereinigte Staaten (RIAA)    | 13× Platin                                                             | 1.300.000 |
| Vereinigtes Königreich (BPI) | 2× Platin                                                              | 100.000   |
| Insgesamt                    | 2× Gold · 18× Platin · 2× Diamant ·                                    | 1.693.000 |

Hauptartikel: The Beatles/Auszeichnungen für Musikverkäufe